# Tremayne Anchrum
Tremayne Anchrum Jr. (24 giugno 1998) è un giocatore di football americano statunitense che milita nel ruolo di offensive guard per i Seattle Seahawks della National Football League (NFL).

## Carriera

### Los Angeles Rams
Anchrum al college giocò a football a Clemson dal 2016 al 2019, vincendo due campionati NCAA. Fu scelto nel corso del settimo giro (250º assoluto) del Draft NFL 2020 dai Los Angeles Rams. Nella sua stagione da rookie disputò 10 partite, nessuna delle quali come titolare.

### Seattle Seahawks
Il 18 marzo 2024 Anchrum firmò con i Seattle Seahawks.

## Palmarès
- Super Bowl : 1

Los Angeles Rams: LVI
- National Football Conference Championship: 1

Los Angeles Rams: 2021